# 春日町 (いちき串木野市)
春日町（かすがちょう）は、鹿児島県いちき串木野市の町。旧串木野市春日町。郵便番号は896-0002。人口は653人、世帯数は260世帯（2015年10月1日現在）。

## 地理
JR九州串木野駅の西側の市街地の中に位置し、その周囲は東に曙町、南に桜町や高見町、南西に元町、西に北浜町や京町、北に西塩田や東塩田と周りの町に囲まれるような形で位置する。

## 歴史
1954年（昭和29年）に串木野市大字下名のうち字南塩田の全域、市口、山下、東塩田、野元堀、養母次郎、西塩田の各一部より串木野市の町「春日町」が設置された。1988年（昭和63年）5月13日には大字下名のうち東塩田、西塩田の各一部及び曙町45番地の2が春日町に編入された。
2005年（平成17年）10月11日には串木野市が日置郡市来町と新設合併しいちき串木野市が設置された。新設合併の際の合併協定書では新たに設置されるいちき串木野市の町名・字名について「串木野市、市来町の町・字の区域及び名称については、現行のとおりとする。」と協定された。このことにより町名の変更は行われず、いちき串木野市の町となった。

### 町域の変遷
| 実施後         | 実施年             | 実施前           |
| -------------- | ------------------ | ---------------- |
| 春日町（新設） | 1954年（昭和29年） | 大字下名（一部） |
| 春日町（編入） | 1988年（昭和63年） | 曙町（一部）     |
| 春日町（編入） | 1988年（昭和63年） | 大字下名（一部） |

## 人口
以下の表は国勢調査による小地域集計が開始された1995年以降の人口の推移である。
| 統計年             | 統計年 | 人口 | 人口 |
| ------------------ | ------ | ---- | ---- |
| 1995年（平成7年）  | [ 10 ] | 754  |      |
| 2000年（平成12年） | [ 11 ] | 745  |      |
| 2005年（平成17年） | [ 12 ] | 748  |      |
| 2010年（平成22年） | [ 13 ] | 774  |      |
| 2015年（平成27年） | [ 5 ]  | 653  |      |

## 小・中学校の通学区域
市立小・中学校に通う場合、学区（校区）は以下の通りとなる。
| 町丁 | 番地 | 小学校                       | 中学校                         |
| ---- | ---- | ---------------------------- | ------------------------------ |
| 曙町 | 全域 | いちき串木野市立串木野小学校 | いちき串木野市立串木野西中学校 |

## 交通

### 道路
主要地方道
- 鹿児島県道38号串木野港線 - 春日町内を東西に貫いている。

### バス
バス路線は鹿児島交通の冠岳・野下線や、いきいきバス（いちき串木野市内を運行するコミュニティバス）の冠岳線（火・木・土曜のみ運行）が春日町内を通過している。